# Sexserrata hampsoni
Sexserrata hampsoni là một loài bướm đêm trong họ Noctuidae.